# Campagnol des rochers
Microtus chrotorrhinus
Espèce
Statut de conservation UICN

 LC  : Préoccupation mineure
Le campagnol des rochers (Microtus chrotorrhinus) est une espèce de rongeurs de la famille des Cricétidés. C'est un campagnol d'Amérique du Nord.

## Description
Encore appelé Yellow-nosed Vole, il pèse 30 à 48 grammes, mesure  140 à 185 mm et ne présente pas de dimorphisme sexuel.

## Répartition géographique
Ce mammifère vit dans la région des Appalaches, en Caroline du Nord et en Gaspésie. Au Canada, cette espèce est présente dans le Labrador, au Québec, en Ontario et en Nouvelle-Écosse.

Carte de répartition

## Habitat
Il niche dans des sols rocailleux et humides, ainsi que dans des boisés frais, les affleurements rocheux ou encore près d'un point d'eau.